# San Giorio di Susa

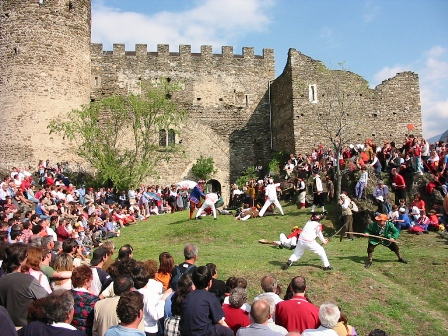
La "Soppressione del feudatario", rappresentata in occasione della festa patronale di San Giorgio sul lato ovest del Castello

San Giorio di Susa (San Gieuri in piemontese, San Djeuri in francoprovenzale, Saint-Joire in francese) è un comune italiano di 957 abitanti della città metropolitana di Torino in Piemonte.

## Geografia fisica
Si trova interamente in Val di Susa. Il suo territorio, che si estende dai 420 metri del fondovalle fino a toccare i 2801 metri della Punta Cristalliera, al fondo del Vallone del Gravio.
 
Il comune comprende 27 borgate alpine, di cui 9 abitate stabilmente, che si sviluppano con strade, viottoli, cave di gneiss e piloni, recentemente restaurati, sulla montagna ricca di boschi e castagni.
Gran parte del territorio comunale oltre la quota di 1250 metri fa parte del Parco naturale regionale dell'Orsiera Rocciavrè: Adrit e Travè d'Amoun sono le località di partenza per le escursioni in direzione delle cime Rocciavrè, Cristalliera e Villano.

## Storia

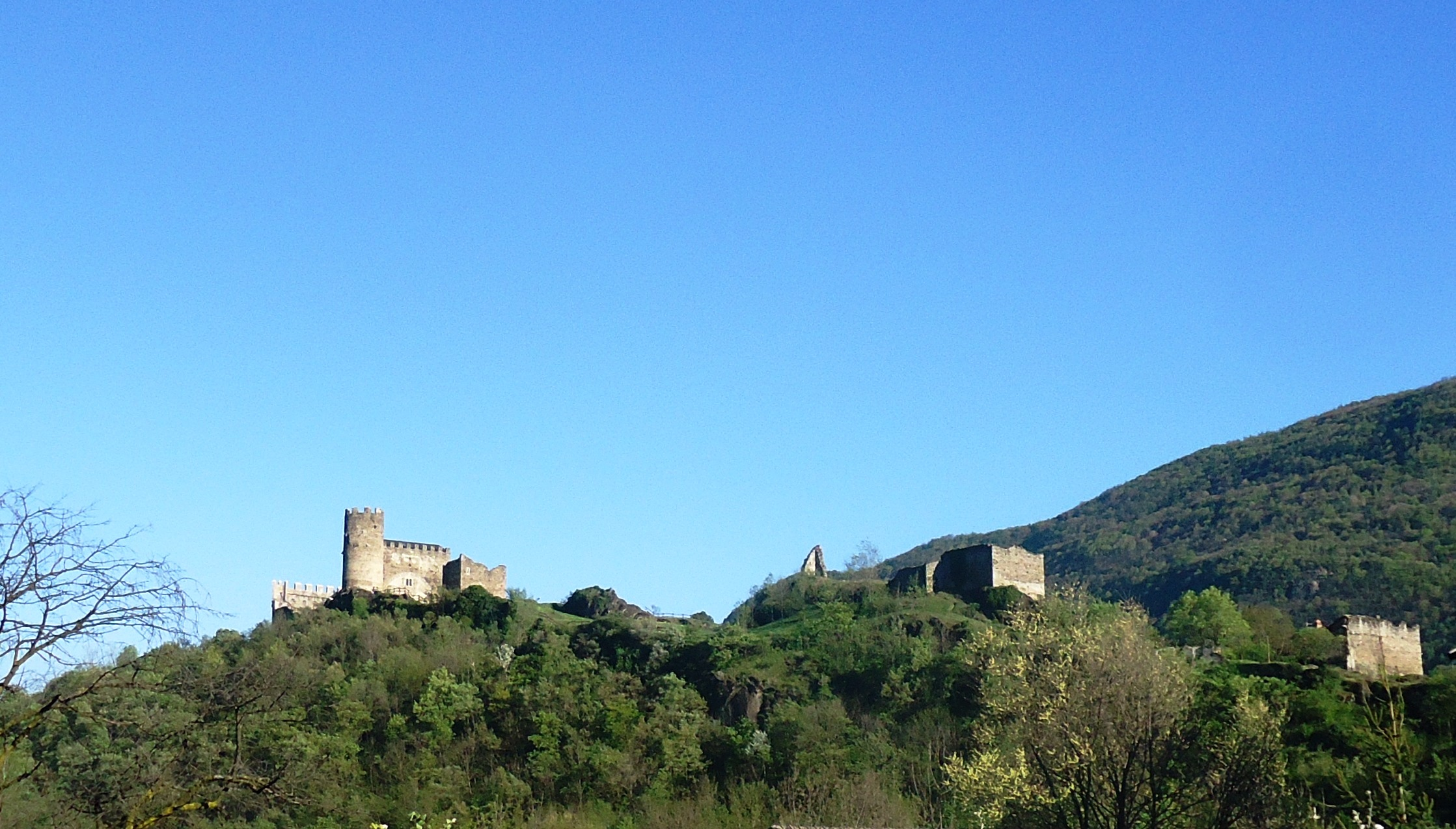
Panorama del mollare del castello di San Giorio da nordovest

Un documento del 20 febbraio 1226 conservato presso l'Archivio di Stato di Torino, vergato di fronte alla chiesa, ove gli uomini di San Giorio sono riuniti in consiglio, dal Conte Tommaso I di Savoia con testimoni alcuni nobili locali tra cui Beltramino Bertrandi, annuncia la fondazione di una villanova sul Mollare dove si trova la chiesa di San Giorio. Secondo lo storico Luca Patria, probabilmente intorno al 1000 l'insediamento era infatti frammentato e la chiesa isolata, ma il paese precedentemente legato a un "fondus Bassianus" inizia ad acquistare una sua identità.

La parte più antica e caratteristica del paese si raccoglie attorno al Castello, antica fortificazione del XIII secolo che domina la Bassa Valle di Susa dall'alto di uno dei caratteristici moulé (mollari) che dominano la piana sangioriese. Distrutto nel 1691 dal generale francese Catinat, venne restaurato negli anni settanta ed è tuttora abitato.
 Molti i beni artistici di notevole pregio: 
- la Chiesa Parrocchiale di San Giorgio Martire, ricostruita nel 1937, conserva ancora l'originale campanile in stile romanico
- la Casa Forte fortificata dalle caratteristiche merlature a coda di rondine, appartenente alla parrocchia
- soprattutto la Cappella del Conte è il fiore all'occhiello del paese: i mirabili e coloratissimi affreschi di mano franco-piemontese risalgono al 1328 e sono il motivo della fondazione a San Giorio di una delle sedi distaccate del Sistema museale diocesano d'arte sacra.

### Simboli
Lo stemma e il gonfalone sono stati concessi con decreto del presidente della Repubblica del 20 giugno 1975.
Il gonfalone è un drappo partito di rosso e di bianco.

## Monumenti e luoghi d'interesse

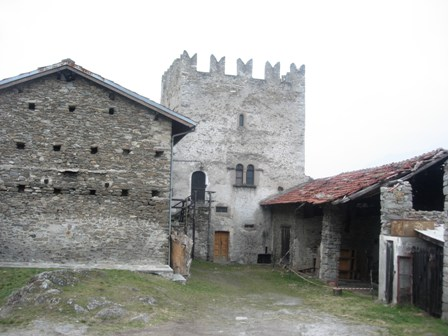
La Casaforte inferiore di San Giorio di Susa

San Giorio di Susa ha un forte passato medioevale. Il paese era infatti un punto tappa fondamentale lungo l'itinerario della Via Francigena che passava per la Valle di Susa, ruolo che venne sancito anche da Casa Savoia con l'affidamento del feudo alla famiglia Bertrandi.
Oggi sopravvivono di quel glorioso passato alcune vestigia molto importanti. Innanzitutto, il Castello sulla collina (localmente un tempo definita "mollare") i cui resti imponenti costituiscono solo una parte di un più ampio complesso ormai perduto, a causa delle distruzioni del Catinat e di successivi crolli, fino ai restauri del Novecento.
Altro monumento molto importante, conservatosi quasi integralmente, è la Casaforte di proprietà della parrocchia di San Giorio di Susa, posta sempre sulla collina a un livello intermedio ed alle spalle della chiesa parrocchiale.
Il gioiello del paese è tuttavia la Cappella detta del Conte, posta di fronte alla Chiesa parrocchiale e che conserva all'interno pregevoli affreschi trecenteschi, riscoperti in modo fortuito negli anni settanta del Novecento e successivamente oggetti di campagne di restauro.
In Borgata Pognant si trova la Cappella di Maria Ausiliatrice già citata in un documento del 1643.

## Società

### Evoluzione demografica
Abitanti censiti

### Etnie e minoranze straniere
Secondo i dati ISTAT al 31 dicembre 2009 la popolazione straniera residente era di 89 persone. Le nazionalità maggiormente rappresentate in base alla loro percentuale sul totale della popolazione residente erano:
- Romania 47 (4,43%)
- Marocco 32 (3,01%)

### Tradizioni e folclore

#### Soppressione del feudatario
San Giorio di Susa è teatro di uno dei momenti più suggestivi e particolari dell'intero folklore valsusino: la "soppressione del feudatario", rievocazione storico leggendaria, che si svolge presso l'antico castello nella domenica più vicina al 23 aprile, festa del santo patrono San Giorgio. Un centinaio di personaggi in costume medioevale rivive, con canti e balli originali della tradizione locale, la leggenda del popolo contadino che, vessato da un signorotto locale della famiglia Bertrandi, si ribella al tentativo di far valere lo ius primae noctis su una giovane sposa.
I testi della rievocazione storica furono scritti da don Attilio Bar (1895-1950) parroco di San Giorio di Susa, mentre le musiche da Luigi "Viginet" Pognant Gros (1871-1937) Maestro del Coro Liturgico di San Giorio. La prima volta fu rappresentata per la festa di San Giorgio dell'anno 1929.

#### Danza degli Spadonari
Nella tradizione locale spiccano gli Spadonari e la loro Danza delle Spade, cioè i Sabru, di antichissima ed incerta origine, gli originali vestiti riccamente decorati ed i cappelli adornati di fiori a testimonianza degli antichi riti propiziatori legati alla primavera ed alla fertilità dei campi.

## Amministrazione
| Periodo | Periodo   | Primo cittadino       | Partito      | Carica  | Note |
| ------- | --------- | --------------------- | ------------ | ------- | ---- |
| 1911    | 19..      | Pognant Gros          | ......       | sindaco |      |
| 1963    | 1967      | Teresa Amprimo        | lista civica | sindaco |      |
| 1967    | 1971      | Ettore Guglielminotti | lista civica | sindaco |      |
| 1971    | 1975      | Luigi Pognant Gros    | lista civica | sindaco |      |
| 1975    | 1979      | Cesare Favro          | lista civica | sindaco |      |
| 1979    | 1984      | .........             | lista civica | sindaco |      |
| 1984    | 1989      | .........             | lista civica | sindaco |      |
| 1989    | 1994      | .........             | lista civica | sindaco |      |
| 1994    | 1999      | Danilo Bar            | lista civica | sindaco |      |
| 1999    | 2004      | Danilo Bar            | lista civica | sindaco |      |
| 2004    | 2009      | Luigi Richard Garnero | lista civica | sindaco |      |
| 2009    | 2014      | Danilo Bar            | lista civica | sindaco |      |
| 2014    | 2019      | Danilo Bar            | lista civica | sindaco |      |
| 2019    | 2024      | Danilo Bar            | lista civica | sindaco |      |
| 2024    | in carica | Danilo Bar            | lista civica | sindaco |      |

### Altre informazioni amministrative
San Giorio faceva parte della comunità montana Valle Susa e Val Sangone. Appartiene anche al parco naturale Orsiera - Rocciavrè.

## Galleria d'immagini
Gallery delle immagini del paese. Altre immagini sono presenti nelle Gallery del castello di San Giorio di Susa e della Casaforte di San Giorio di Susa

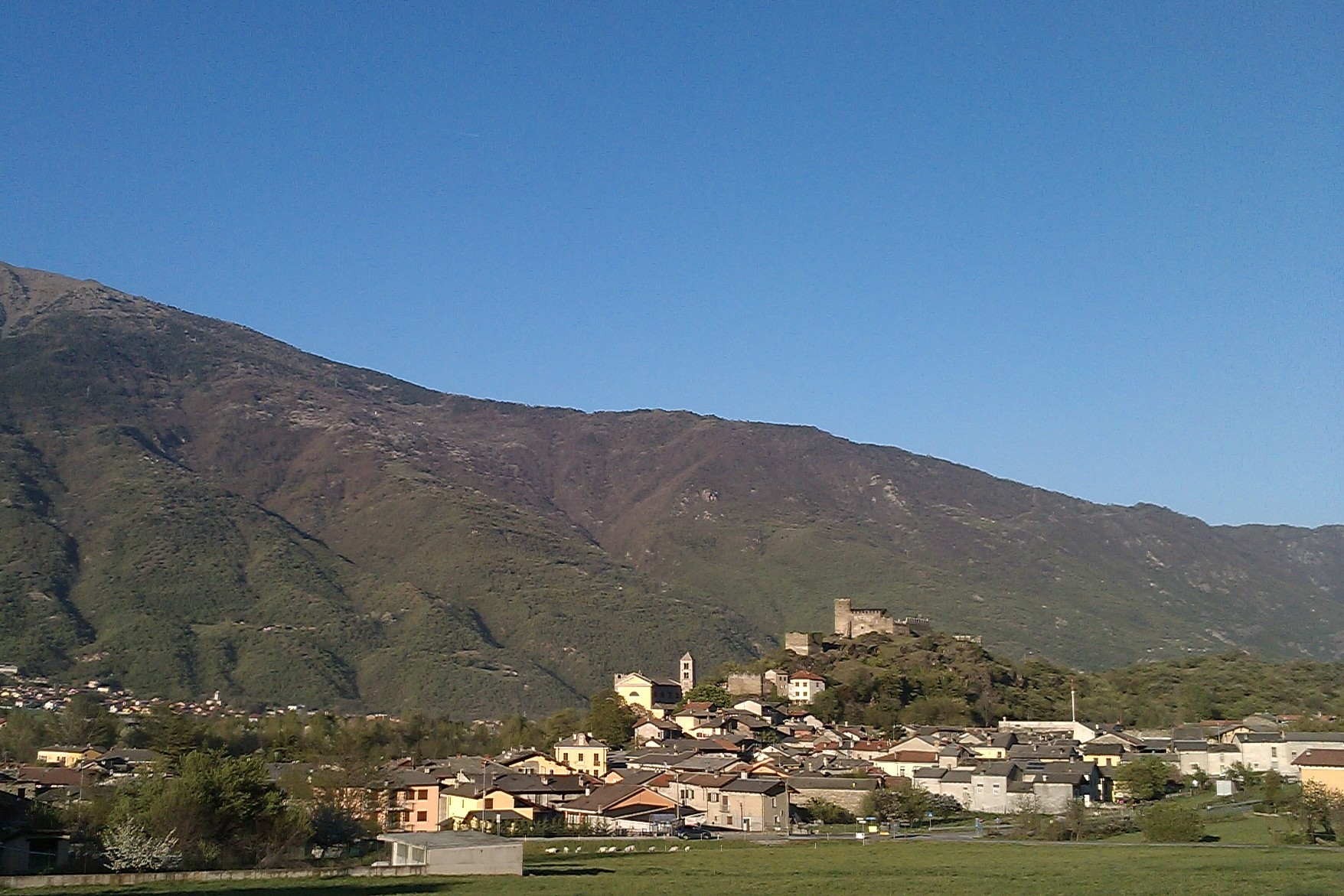
Panoramica di San Giorio di Susa
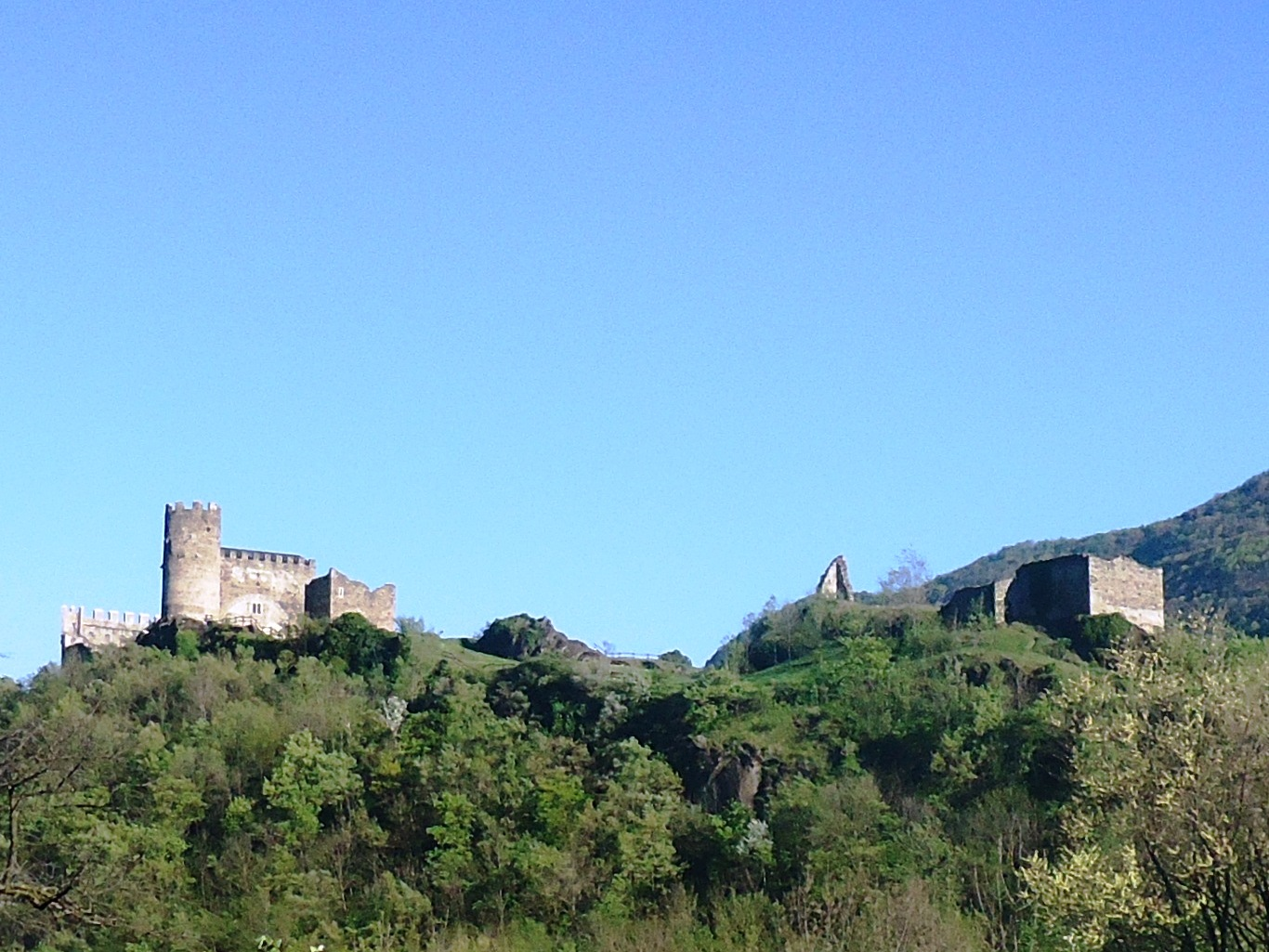
Panorama del mollare del castello
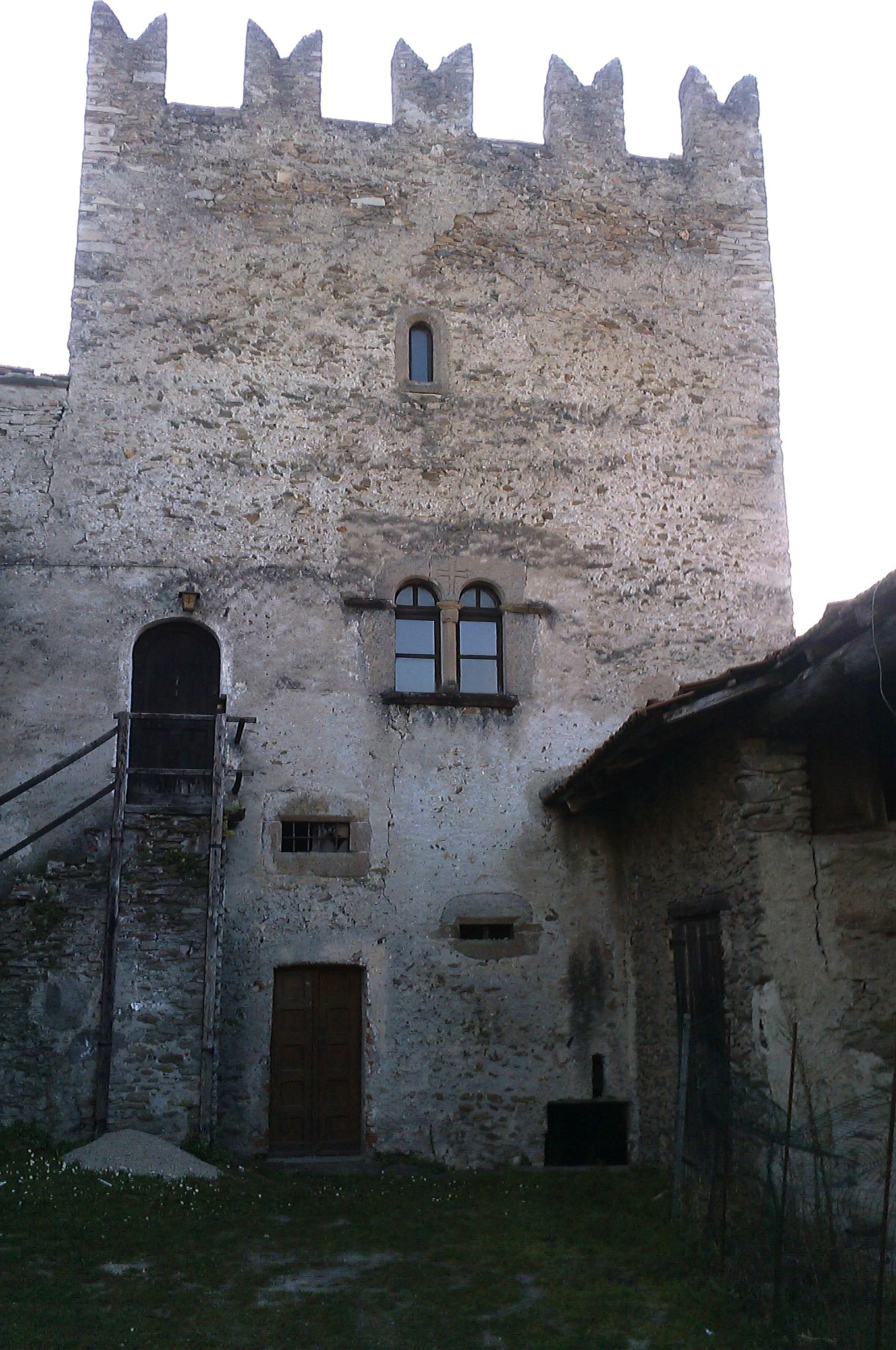
Casaforte inferiore
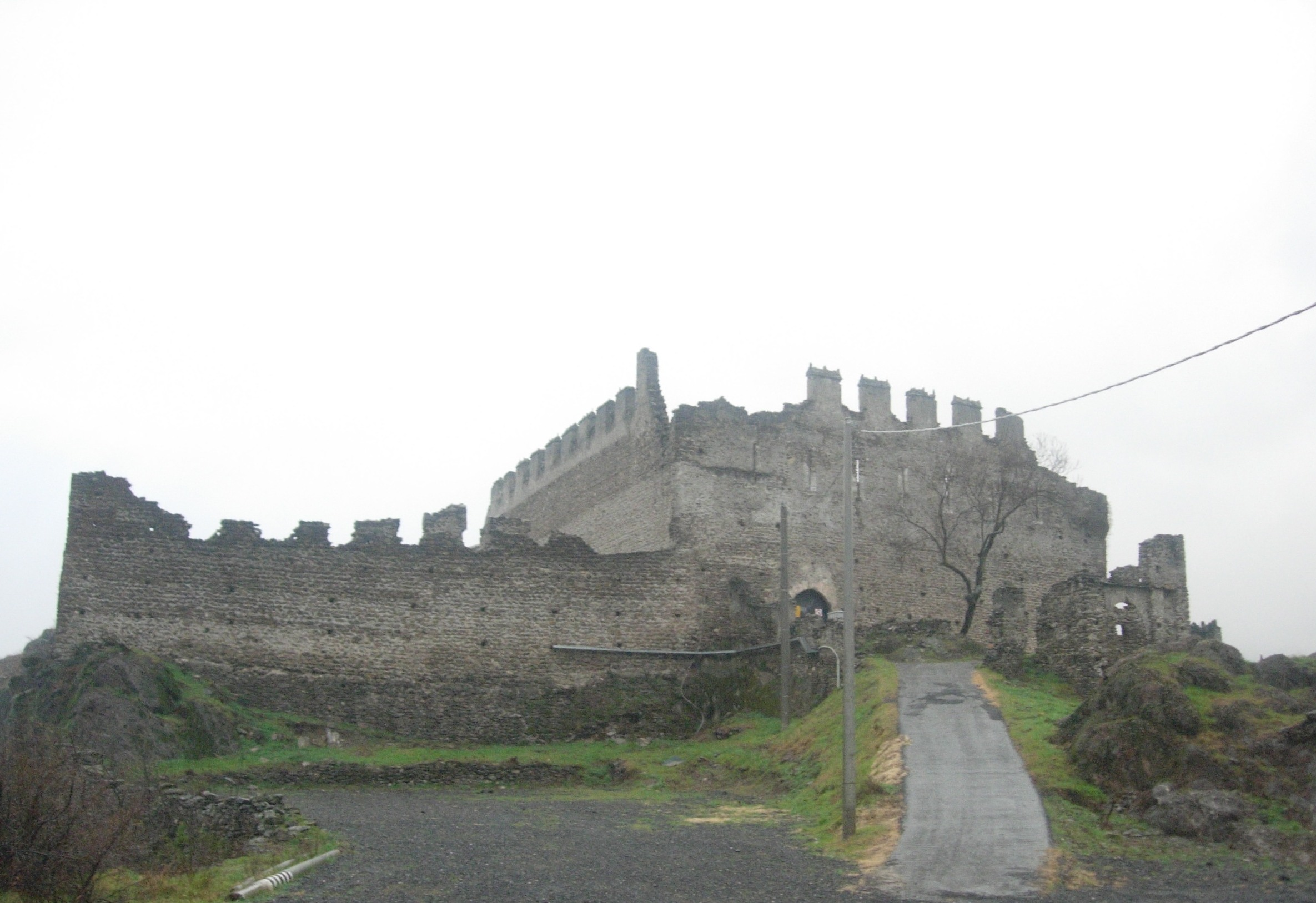
Il castello di San Giorio di Susa, l'ingresso lato Est
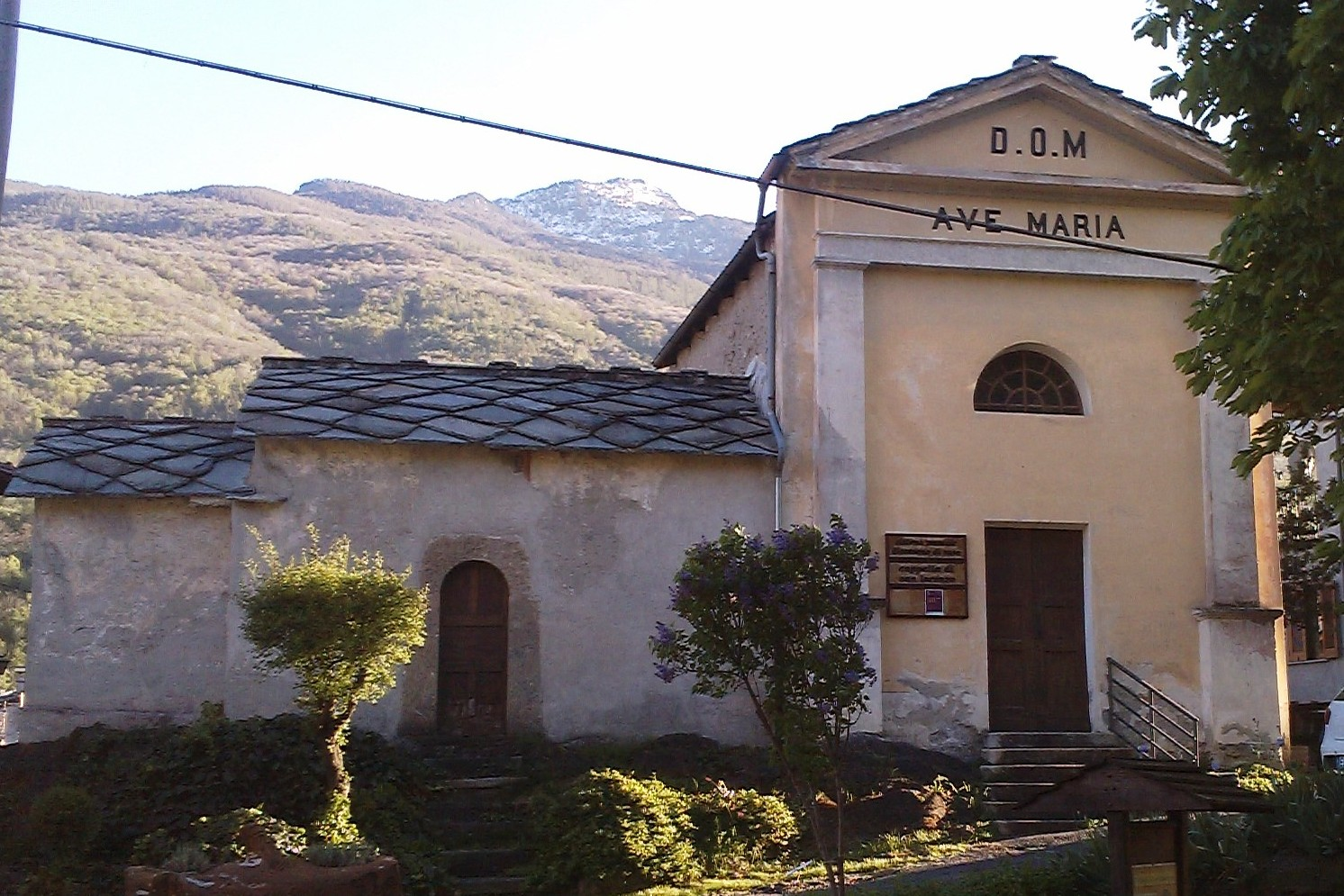
Cappella trecentesca affrescata detta del Conte
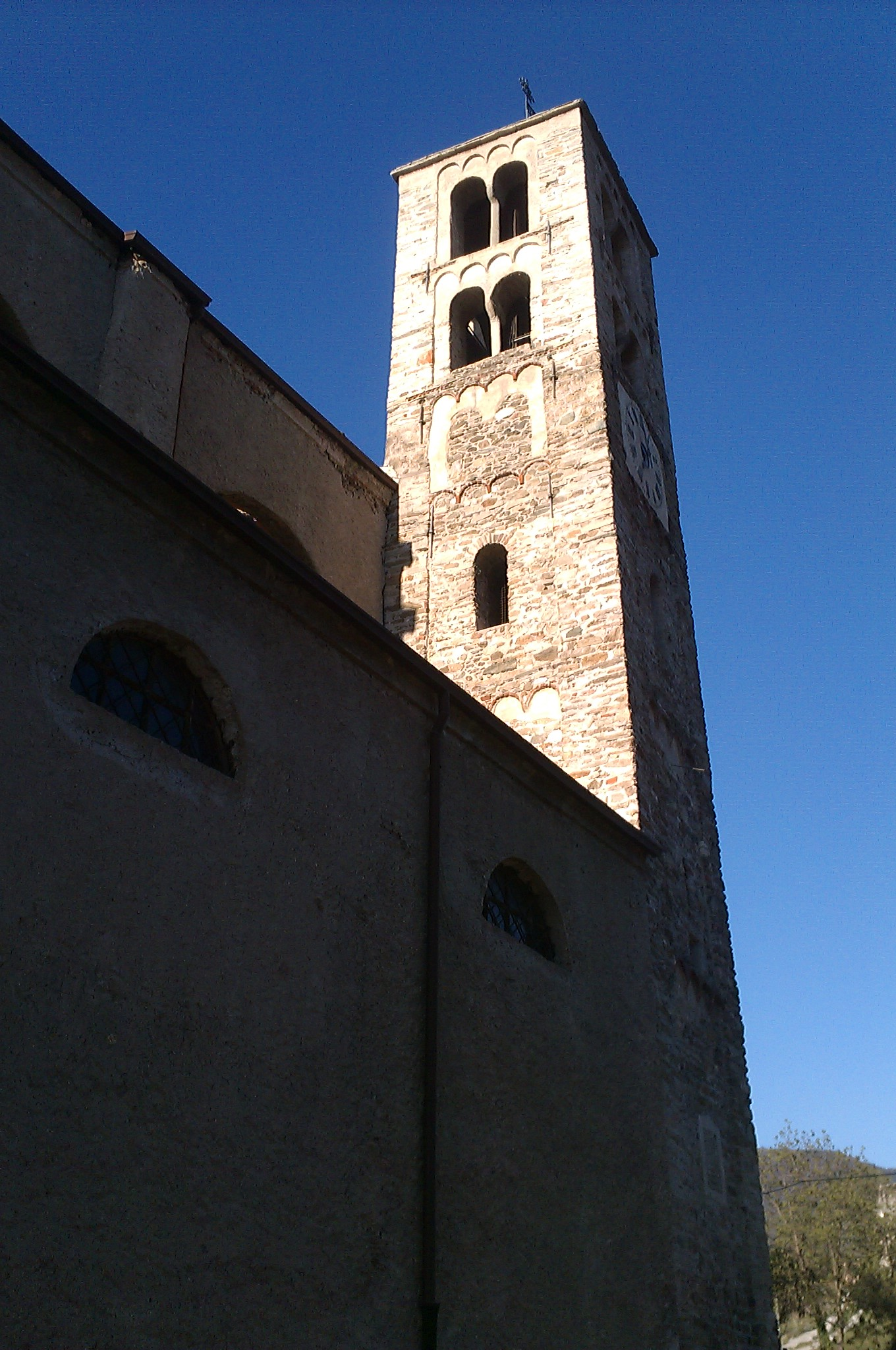
Campanile visto da sud-ovest a San Giorio di Susa
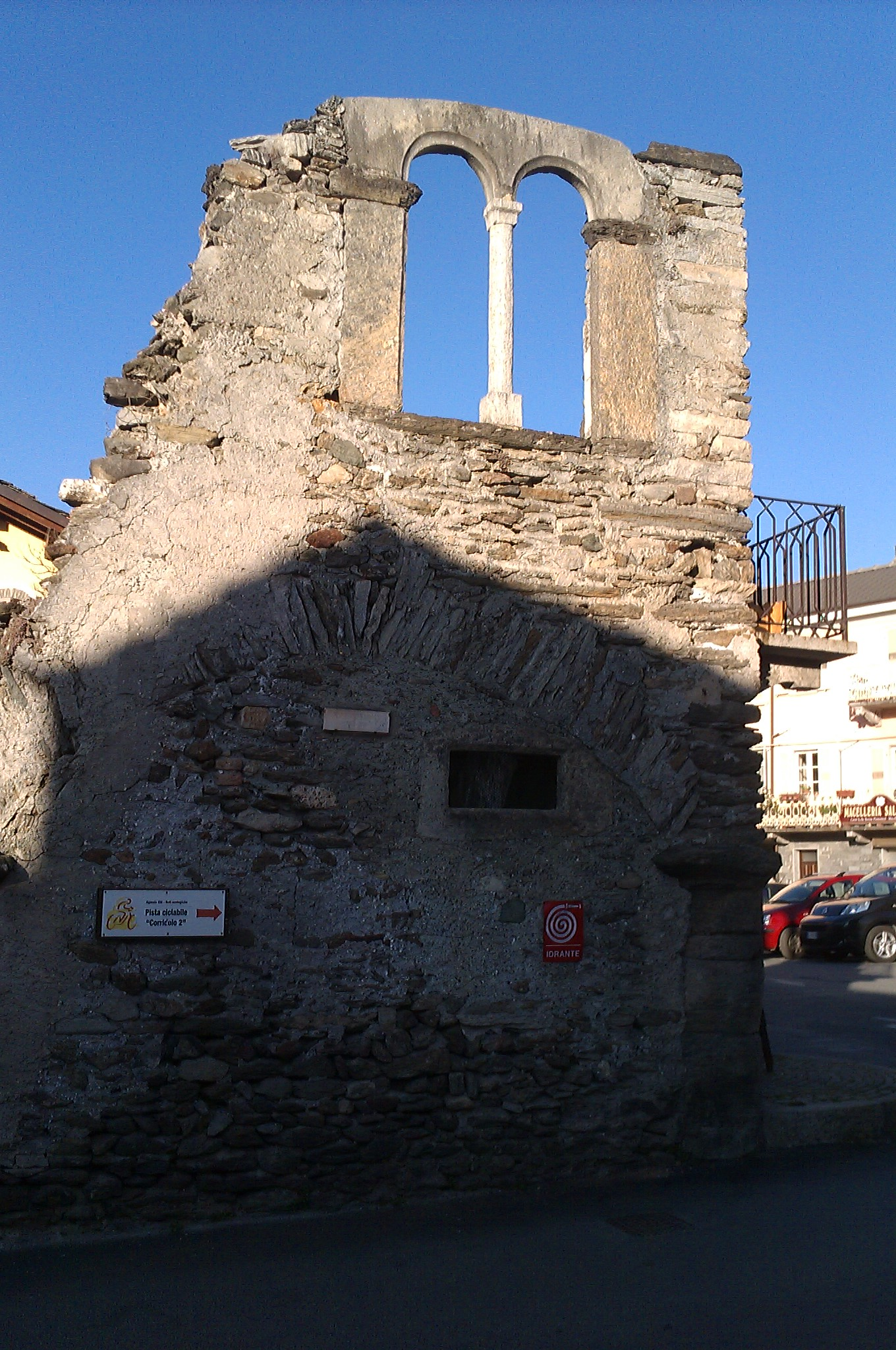
Resti di antica casa medievale nella piazza centrale di San Giorio di Susa, lungo la Via Francigena del Moncenisio
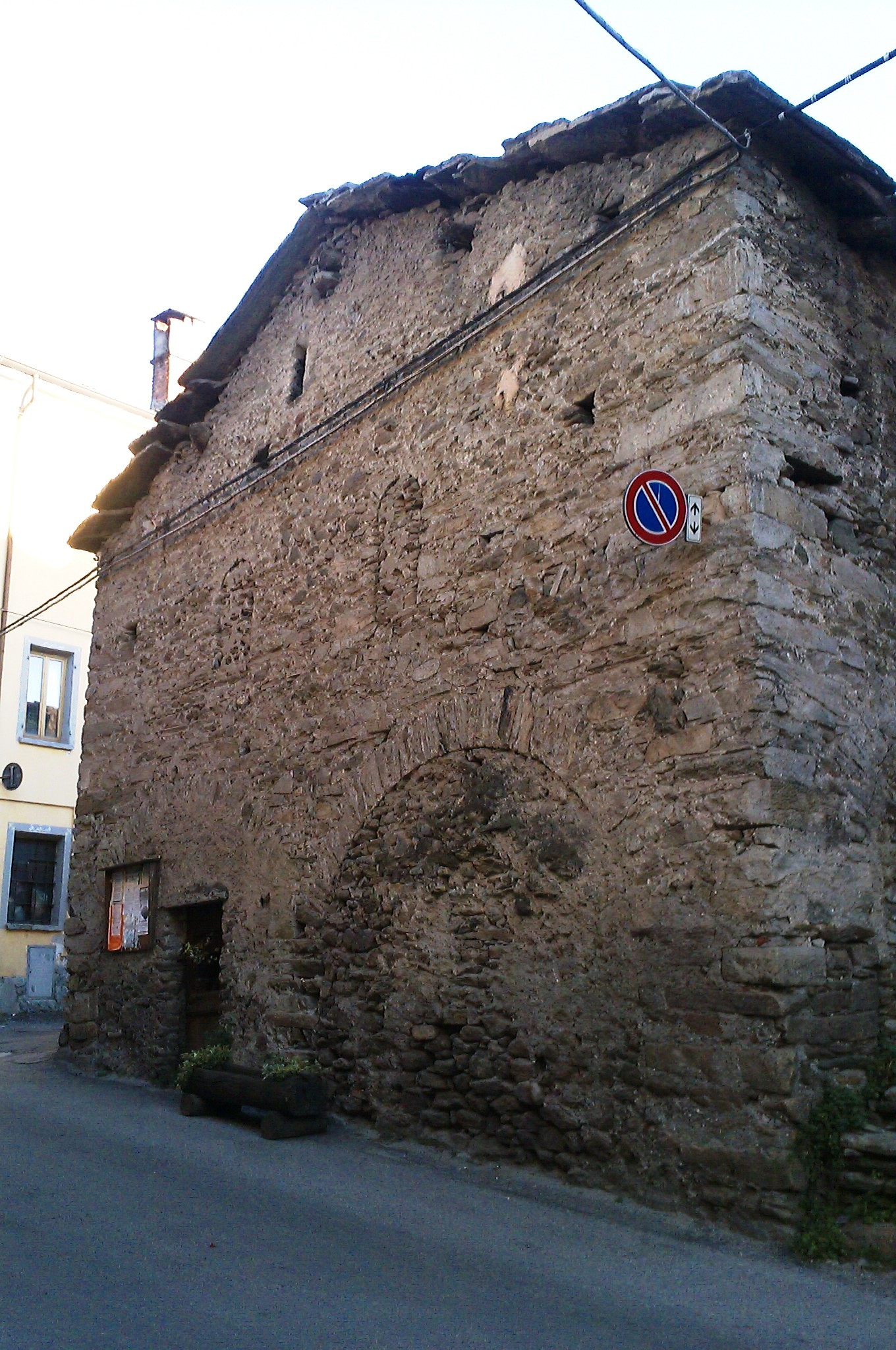
Casa porticata lungo la strada Francigena del Moncenisio
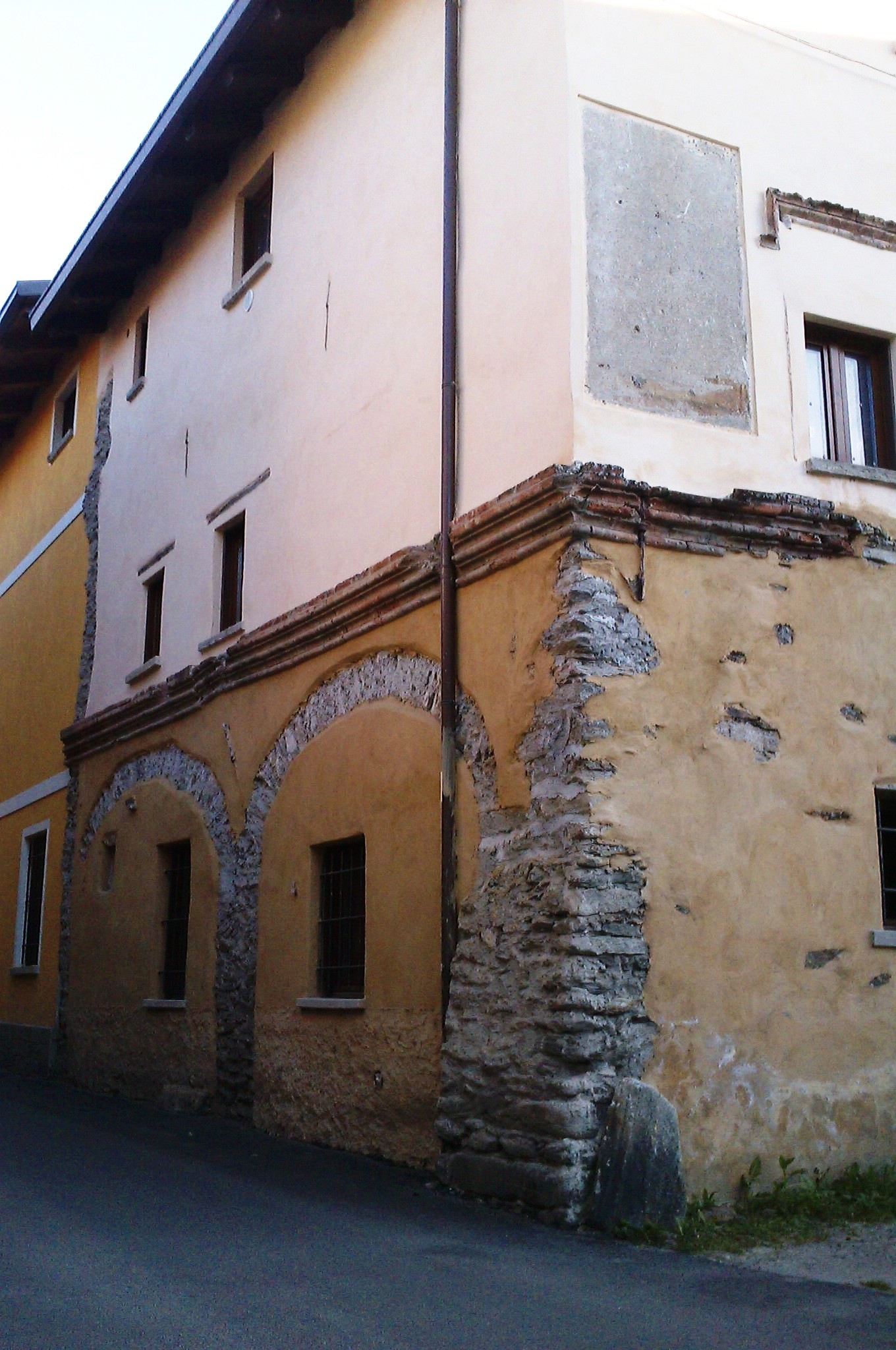
Casa antica lungo la Via Francigena del Moncenisio
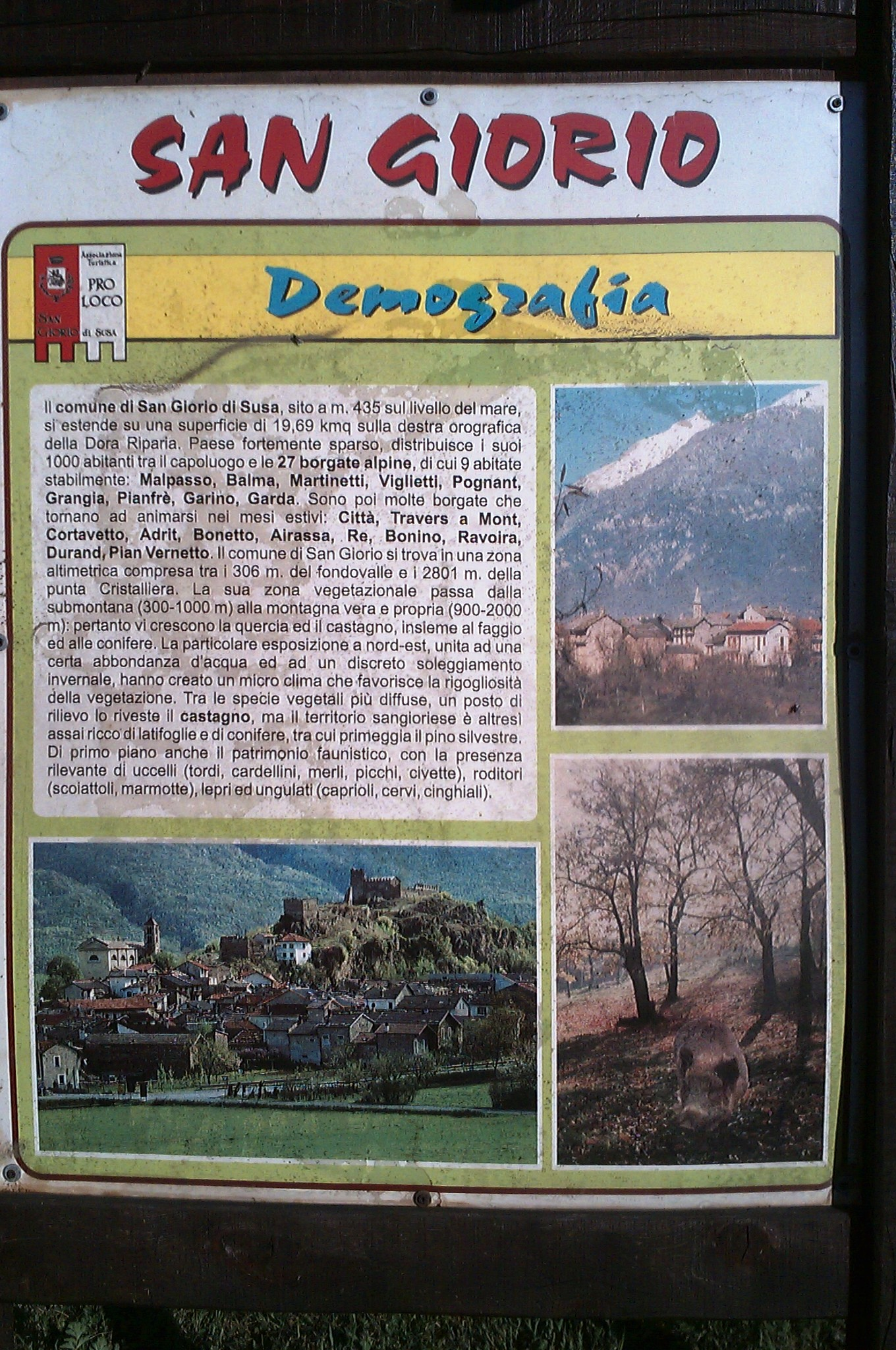
Pannello con informazioni demografiche
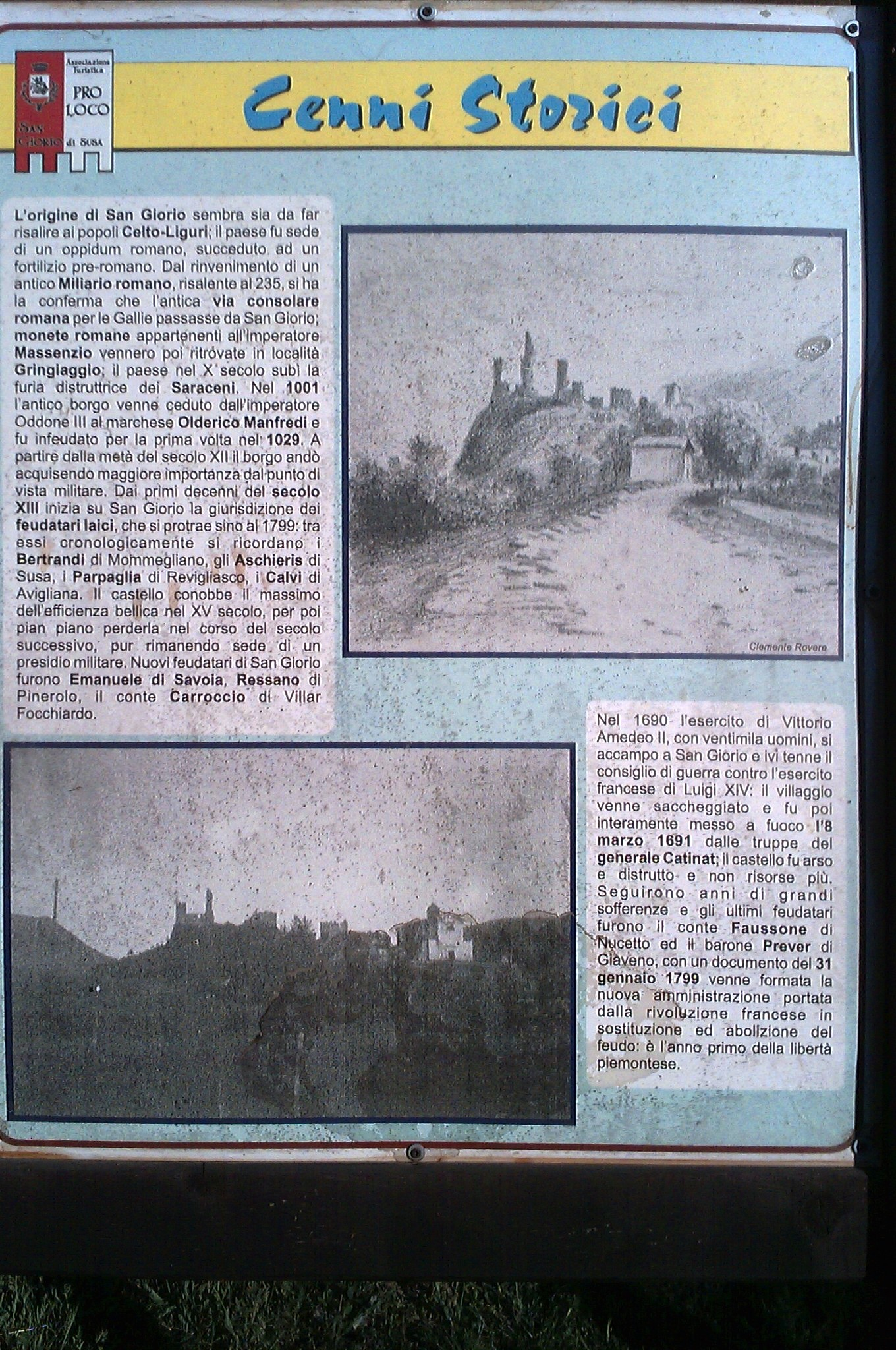
Pannello con informazioni storiche
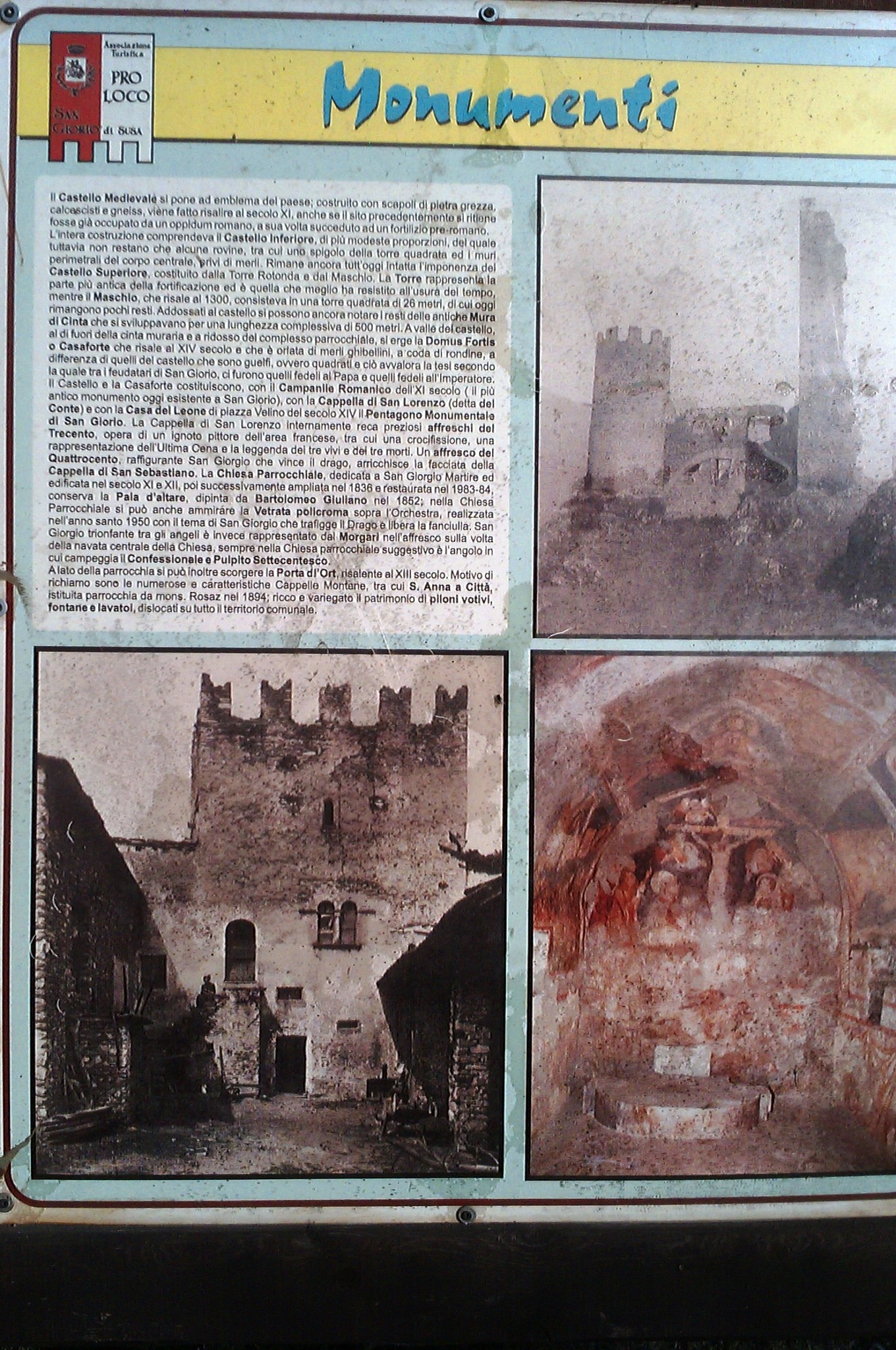
Pannello con informazioni artistiche